# Fotogramas de Plata 2017
La 68a cerimònia de lliurament dels Fotogramas de Plata 2017, lliurats per la revista espanyola especialitzada en cinema Fotogramas, va tenir lloc el 26 de febrer de 2018 a la discoteca Joy Eslava de Madrid. Fou presentada per Anabel Alonso.

## Candidatures

### Millor pel·lícula espanyola
| Pel·lícula | Director    | Resultat   |
| ---------- | ----------- | ---------- |
| Estiu 1993 | Carla Simón | Guanyadora |

### Millor pel·lícula estrangera
| Pel·lícula | Director          | Resultat   |
| ---------- | ----------------- | ---------- |
| Dunkerque  | Christopher Nolan | Guanyadora |

### Tota una vida
| Intèrpret     | Resultat   |
| ------------- | ---------- |
| Ángela Molina | Guanyadora |

### Millor actriu de cinema
| actriu        | Pel·lícula             | Resultat   |
| ------------- | ---------------------- | ---------- |
| Juana Acosta  | Perfectos desconocidos | Guanyadora |
| Nathalie Poza | No sé decir adiós      | Candidata  |
| Maribel Verdú | Abracadabra            | Candidata  |

### Millor actor de cinema
| Actor                      | Pel·lícula  | Resultat  |
| -------------------------- | ----------- | --------- |
| David Verdaguer            | Estiu 1993  | Candidat  |
| Javier Gutiérrez           | El autor    | Guanyador |
| Antonio de la Torre Martín | Abracadabra | Candidat  |

### Millor actor de televisió
| Actor            | Sèrie de televisió | Resultat  |
| ---------------- | ------------------ | --------- |
| Eduard Fernández | La zona            | Candidat  |
| Alejo Sauras     | Estoy vivo         | Guanyador |
| Pedro Alonso     | La casa de papel   | Candidat  |

### Millor actriu de televisió
| Actriu          | Sèrie de televisió | Resultat   |
| --------------- | ------------------ | ---------- |
| Malena Alterio  | Vergüenza          | Guanyadora |
| Ana Belén       | Traición           | Candidata  |
| Blanca Portillo | Sé quién eres      | Candidata  |

### Millor actriu de teatre
| Actriu          | Muntatge                 | Resultat   |
| --------------- | ------------------------ | ---------- |
| Núria Espert    | Incendios                | Guanyadora |
| Carmen Machi    | La autora de las Meninas | Candidata  |
| Marina San José | El test                  | Candidata  |

### Millor actor de teatre
| Actor/Companyia        | Muntatge      | Resultat  |
| ---------------------- | ------------- | --------- |
| Ernesto Alterio        | Troyanas      | Candidat  |
| Luis Merlo             | El test       | Guanyador |
| José Luis García Pérez | El cartógrafo | Candidat  |

### Millor sèrie espanyola segons els lectors
| Intèrpret        | Resultat   |
| ---------------- | ---------- |
| La zona          | Candidata  |
| Estoy vivo       | Candidata  |
| La casa de papel | Guanyadora |

### Millor pel·lícula espanyola segons els lectors
| Intèrpret              | Resultat   |
| ---------------------- | ---------- |
| Perfectos desconocidos | Candidata  |
| Estiu 1993             | Candidata  |
| La llamada             | Guanyadora |